# Cassandra Potenza
Cassandra Potenza (* in Winnipeg, Kanada) ist eine kanadisch-italienische Schauspielerin und Stand-up-Comedian.

## Leben
Cassandra Potenza wurde in Winnipeg, Kanada geboren und begann ihre Karriere als Kinderunterhalterin. Später zog sie nach Toronto, um Schauspiel an der George Brown Theatre School zu studieren. Nach ihrem Abschluss im Jahr 2016 erhielt sie erste Rollen in Film- und Fernsehproduktionen, darunter eine wiederkehrende Rolle in der kanadischen Serie Burden of Truth und eine Hauptrolle in der Hallmarkproduktion Schicksalhafte Weihnachten.

## Filmografie (Auswahl)
- 2016: A Dream of Christmas (Fernsehfilm)
- 2018: Burden of Truth (8 Folgen)
- 2018: I Still See You
- 2018: Schicksalhafte Weihnachten (Fernsehfilm)
- 2021: A New Year's Resolution (Fernsehfilm)
- 2021: American Gods (1 Folge)
- 2021: UnPerfect Christmas Wish (Fernsehfilm)
- 2021: Let's Get Merried (Fernsehfilm)
- 2022: Bring It On: Cheer or Die
- 2023: Sex/Life (1 Folge)
- 2024: Haunted Wedding (Fernsehfilm)
- 2025: Clown in a Cornfield